# Вільховецькі товтри
Вільхове́цькі то́втри — ботанічний заказник місцевого значення в Україні. Розташований у межах Закупненської селищної громади Кам'янець-Подільського району Хмельницької області, за 3 км на північний захід від села Вільхівці. 
Площа 47 га. Статус надано 1997 року. Перебуває у віданні Вільховецької сільської ради. 
Статус надано з метою збереження природного комплексу з цінною та рідкісною рослинністю. До складу заказника входять товтри: Розбита, Білозора, Шпиткова, Кучерова, Гаврисьова, які є частиною Товтрової гряди. На товтрах зростають: ковила волосиста, горицвіт, зіновать подільська, сон-трава, а також булатка великоквіткова і коручка морозникова, занесені в Червону книгу України. Місцями є виходи вапнякових скель. 
Входить до складу національного природного парку «Подільські Товтри».